# Spike S-512
Le Spike S-512 était un projet de jet d'affaires supersonique, conçu par Spike Aerospace, une entreprise américaine du secteur aérospatial, basée à Boston, Massachusetts.

## Conception
Le S-512 aurait permis d'effectuer de longs vols pour les voyageurs d'affaires ou privés, comme entre New York et Londres, en seulement trois à quatre heures au lieu de six à sept,.
L’appareil n’aurait pas comporté de hublots pour les passagers. À la place, il aurait été équipé de caméras projetant les vues extérieures sur des écrans fins et incurvés disposés le long des parois intérieures du fuselage.

## Développement
Début 2014, l’entreprise prévoyait de promouvoir le projet lors du salon aéronautique EAA AirVenture Oshkosh 2014. Spike espérait alors lancer l'avion d’ici décembre 2018.
En janvier 2017, un prototype subsonique à l’échelle était prévu pour voler à l’été 2017 afin de démontrer les caractéristiques aérodynamiques à basse vitesse, avant une série de prototypes plus grands et un démonstrateur supersonique d’ici fin 2018. Spike prévoyait de certifier le S-512 d’ici 2023.
Au printemps 2018, Spike étudiait une version de 40 à 50 places pour répondre aux besoins des 13 millions de passagers potentiels intéressés par le transport supersonique à l’horizon 2025.
En septembre 2018, Spike annonçait vouloir faire voler le S-512 début 2021 et commencer les livraisons en 2023. En juin 2021, Spike développait encore une version de 18 places.

## Caractéristiques générales
- Capacité : 18 passagers
- Longueur : 37 m (122 pieds)
- Envergure : 18 m (58 pieds)
- Masse à vide : 21 432 kg (47 250 lb)
- Masse maximale au décollage : 52 163 kg (115 000 lb)
- Capacité en carburant : 25 400 kg (56 000 lb)
- Motorisation : 2 turboréacteurs, poussée unitaire de 89 kN (20 000 lbf)

Performances
- Vitesse maximale : Mach 1,8 (1 913 km/h ; 1 033 kn ; 1 189 mph)
- Vitesse de croisière : Mach 1,6 (1 700 km/h ; 918 kn ; 1 056 mph)
- Rayon d'action : 11 500 km (6 200 nmi ; 7 100 mi)
- Plafond opérationnel : 15 000 m (50 000 pieds)